# Franjo Tahy
Franjo Tahy de Tahvár et Tarkő (1526. – 1573.), hrvatski velikaš.
Pripadao je velikaškoj obitelji Tahy, koja je bila ugarskog podrijetla i stekla posjede u Slavoniji već u drugoj polovici 15. stoljeća. Njegov otac Ivan Tahy bio je od 1524. do 1525. godine hrvatsko-slavonsko dalmatinski ban. Franji je bilo 10 godina kada mu je umro otac. Odgojen je u vojničkom okružju i od mladosti je sudjelovao u borbama s Turcima. Bio je zapovjednik carske vojske u južnoj Ugarskoj te Sigeta i Kaniže, kao i vladarev savjetnik i majstor carskih konjušara u Ugarskoj. Sredinom 16. stoljeća Turci su zauzeli njegove posjede u Ugarskoj i Slavoniji. Zbog vojnih zasluga imao je jak oslonac na habsburškom dvoru te se povezao s najuglednijim velikaškim obiteljima u Hrvatskoj. 
Po svojoj ženi Jeleni Zrinskoj već je vrlo mlad postao šurjak Nikole Zrinskog Sigetskog. Godine 1564. kupio je polovicu susedgradsko-stubičkog vlastelinstva. Idućih se godina sukobljavao s obitelji Henning, posjednicima druge polovice vlastelinstva te sa seljacima koji su tražili da se Tahy udalji s vlastelinstva i da se uvede komorska uprava. Njegovi postupci dali su povod za tri seljačke bune (1567. – 68., 1571. – 72. i 1573). Vladareva komisija saslušala je 1567. godine 508 svjedoka u istrazi protiv Tahyja te sastavila zapisnik dugačak šest i pol metara, no unatoč svemu nije mu se ništa dogodilo. Iako su suvremenici smatrali da su glavni uzrok Seljačke bune 1573. g. bili Tahyjevi postupci, novija istraživanja pokazuju da su dublji uzroci bili ekonomske prirode. Tahy je i nakon bune, iako teško bolestan, nastavio zlostavljati seljake. Dao si je još za života napraviti nadgrobnu kamenu ploču, koja se danas nalazi u Muzeju seljačih buna u dvorcu Oršić u Gornjoj Stubici u stalnom postavu muzeja.

## Vanjske poveznice
- Franjo Tahy - kupac Stubičkog Golubovca 1564. godine  Arhivirana inačica izvorne stranice od 11. travnja 2021. (Wayback Machine)
- Franjo Tahy - vlasnik Podsuseda  Arhivirana inačica izvorne stranice od 15. siječnja 2012. (Wayback Machine)